# Stomotoca geogrinae
Stomotoca geogrinae är en nässeldjursart som först beskrevs av Hadzi 1913.  Stomotoca geogrinae ingår i släktet Stomotoca och familjen Pandeidae. Inga underarter finns listade i Catalogue of Life.